# 江戸町 (名古屋市)
江戸町（えどちょう）は、愛知県名古屋市南区の地名。

## 歴史

### 町名の由来
付近一帯の新田開発を行った江戸屋長三郎(江戸屋長三郎の子孫は、野田姓に変わって続く)の名に由来するという。

### 沿革
- 1928年（昭和3年） - 当地に金城鑿岩機製造・東邦製鋼本社工場設置[2]。この2社の操業をきっかけに付近の工業が盛んとなったという[2]。
- 1939年（昭和14年）7月20日 - 南区豊田町の一部により、同区江戸町が成立[3]。
- 1945年（昭和20年） - 工業地域であったため名古屋大空襲の被害に遭う[2]。
- 1985年（昭和60年）11月3日 - 南区豊一丁目・豊二丁目にそれぞれ編入され消滅[3]。